# Ffestiniog
Ffestiniog är en community i Storbritannien.   Den ligger i kommunen Gwynedd och riksdelen Wales, i den södra delen av landet, 300 km nordväst om huvudstaden London.
Ffestiniog community består av orterna Blaenau Ffestiniog (cirka 3 700 invånare) och Llan Ffestiniog (cirka 900 invånare) samt omgivande landsbygd.